# آتش‌سوزی ۱۹۸۸ یلوستون
آتش‌سوزی ۱۹۸۸ یلوستون طور جمعی بزرگ‌ترین آتش‌سوزی در تاریخ ثبت شده پارک ملی یلوستون در ایالات متحده را تشکیل داد. شعله‌های آتش با شروع از تعداد زیادی آتش‌سوزی کوچکتر، به دلیل شرایط خشکسالی و بادهای فزاینده به سرعت از کنترل خارج شد و در یک آتش‌سوزی بزرگ ترکیب شد که برای چندین ماه ادامه داشت. آتش‌سوزی‌ها تقریباً دو مقصد اصلی بازدیدکنندگان پارک را نابود کردند و در ۸ سپتامبر ۱۹۸۸، کل پارک برای اولین بار در تاریخ خود به روی پرسنل غیر اضطراری بسته شد. آمدن هوای خنک و مرطوب در اواخر پاییز باعث شد آتش‌سوزی‌ها به پایان برسد. در مجموع ۳٬۲۱۳ کیلومتر مربع یا ۳۶ درصد از پارک تحت تأثیر آتش‌سوزی قرار گرفت.
هزاران آتش‌نشان با کمک ده‌ها هلیکوپتر و هواپیما که برای پرتاب آب و پیشگیرنده آتش استفاده می‌شد، با این آتش‌سوزی مبارزه کردند. در اوج تلاششان، بیش از ۹۰۰۰ آتش‌نشان به پارک اختصاص یافت. با آتش‌سوزی در سراسر اکوسیستم بزرگ یلوستون و سایر مناطق در غرب ایالات متحده، سطوح کارکنان خدمات پارک ملی و سایر سازمان‌های مدیریت زمین برای این وضعیت ناکافی بودند. بیش از ۴۰۰۰ پرسنل نظامی ایالات متحده برای کمک به سرکوب آتش‌سوزی وارد شدند. تلاش برای اطفای حریق ۱۲۰ میلیون دلار (۳۰۰ میلیون در ۲۰۲۱) هزینه داشت. خسارات وارده به سازه‌ها در نزدیکی مناطق اصلی بازدیدکنندگان به حداقل رسید و خسارت اموال را تا ۳ میلیون دلار (۷ میلیون تا ۲۰۲۱) کاهش داد. هیچ آتش‌نشانی در حین مبارزه با آتش‌سوزی یلوستون جان خود را از دست نداد، اگرچه دو مورد مرگ ناشی از آتش‌سوزی در خارج از پارک رخ داد.

## سیاست مدیریت آتش‌سوزی
در شرق ایالات متحده، با بارندگی قابل توجهی که دارد، آتش‌سوزی‌های جنگلی نسبتاً کوچک هستند و به ندرت خطر بزرگی برای زندگی و اموال ایجاد کرده‌اند. همان‌طور که سکونتگاه‌ها به سمت غرب به سمت مناطق خشک‌تر حرکت می‌کند، اولین آتش‌سوزی در مقیاس بزرگ رخ داد. آتش‌سوزی‌های دامنه‌ای در دشت‌های بزرگ و آتش‌سوزی‌های جنگل‌ها در کوه‌های راکی بسیار بزرگ‌تر و مخرب‌تر از آنچه بود که تاکنون در شرق دیده شد. تعدادی از حوادث فاجعه آمیز آتش‌سوزی در طول سال‌ها بر سیاست‌های مدیریت آتش‌سوزی تأثیر زیادی گذاشت.